# Dichotomanthes
Dichotomanthes, monotipski rod ružovki. Jedina vrsta je grm ili drvo D. tristaniicarpa iz kineske provincije Yunnan. Javlja se u dva varijeteta.
Rod je opisan u Journal of Botany, British and Foreign 11(7): 194–195, pl. 133, f. 2. 1873.

## Varijeteti
- Dichotomanthes tristaniicarpa var. glabrata Rehder & E.H.Wilson
- Dichotomanthes tristaniicarpa var. inclusa L.H.Zhou & C.Y.Wu

## Sinonimi
- Pyrus tristaniicarpa (Kurz) M.F.Fay & Christenh.; Global Fl. 4: 124 (2018)